# Syndicate (videogioco 2012)
Syndicate (inizialmente chiamato Project RedLime) è un videogioco di tipo sparatutto in prima persona a tema fantascientifico o cyberpunk, sviluppato da Starbreeze Studios e pubblicato da Electronic Arts nel 2012 per Microsoft Windows, Xbox 360 e PlayStation 3. Si tratta di un nuovo capitolo della serie Syndicate, iniziata con l'omonimo titolo del 1993 e sviluppata da Bullfrog Productions, che però cambia radicalmente genere da sparatutto tattico a sparatutto in prima persona classico.

## Trama
In un prossimo futuro, il mondo non è più diviso in Stati ed è governato da un insieme di mega-corporazioni in lotta tra loro, chiamate "Syndicates" (dall'inglese sindacati). Nel 2025 Eurocorp, la più grande corporazione, sviluppa e lancia sul mercato un chip neurale chiamato DART. Con lo spionaggio industriale le corporazioni concorrenti copiano il chip e lo sviluppano in maniera indipendente. Presto una buona parte della popolazione mondiale, sempre più numerosa, si fa impiantare il chip, mentre i rimanenti rimango esclusi dal sistema. Le corporazioni usano delle speciali unità per lo spionaggio ed il controspionaggio, costituite da persone chiamate agenti.
Nel 2069 all'agente Eurocorp Miles Kilo, impersonato dal giocatore, viene impiantato un nuovo prototipo di chip, il Dart6. Questo agente, che gode di abilità speciali ed avanzate, viene impiegato per alcune missioni di spionaggio contro sindacati concorrenti: Aspari Corporation e Cayman-Global.
Si viene però a sapere che la dottoressa Lily Draw, principale scienziata della Eurocorp, è in realtà una traditrice che intrattiene rapporti con altri sindacati. Dopo essere stata rapita dalla Cayman-Global, Kilo si introduce nel quartier generale di questa per rintracciarla, riuscendoci. Ritornati a New York Lily si reca però nei bassifondi, dove si nasconde un gruppo di ribelli non dotati di chip neurali che complottano contro i sindacati. A Kilo viene dato l'ordine di uccidere la donna, che però, una volta intercettata, non riesce (o non vuole, a seconda della scelta del giocatore) uccidere. Lily tenta di convincere il protagonista che la Eurocorp lo sta solo usando come una macchina, negandogli il libero arbitrio e cancellandogli la sua precedente memoria. La dottoressa spiega anche che le sue intenzioni sono quelle di contrastare i sindacati e migliorare il mondo. A questo punto interviene un commando di unità Eurocorp (Merit) che conducono forzatamente i due al loro quartier generale.
Kilo riesce a liberare se stesso e Lily, e i due si dirigono nello studio del responsabile di Eurocorp per impedire che i loro chip vengano fusi (e quindi i due muoiano), ma nel mentre le truppe di Cayman-Global attaccano il quartier generale, Kilo riesce a ricordare il suo passato segreto: da bambino la Eurocorp aveva ucciso a sangue freddo i suoi genitori per usare il suo corpo, dai geni ideali, per renderlo un agente.
Dopo aspri combattimenti e un duro scontro con Merit, Kilo raggiunge il direttore di Eurocorp Jack Denham, il quale tenta di giustificare il suo comportamento sostenendo che il suo intento era quello di offrire un futuro migliore al protagonista ed al mondo ma nel frattempo attiva lo spegnimento del Dart6 di Kilo (e quindi di Kilo stesso). Nonostante questo il protagonista riesce ad impedire di spegnersi e raggiunge il direttore che però si suicida buttandosi giù da una sporgenza; poi viene raggiunto da Lily, dicendogli di aver cancellato nei bassifondi tutti i dati del suo chip che Eurocorp custodiva.

## Modalità di gioco
Buona parte delle caratteristiche del titolo consistono nelle classiche meccaniche di uno sparatutto di tipo frenetico, con molti nemici, due armi trasportabili e due tipi di bombe a mano. La libertà d'azione negli scenari è piuttosto limitata, in particolare nella campagna singola. Le 18 armi disponibili vanno da pistole a fucili d'assalto convenzionali, fucili di precisione, fucili a pompa ed armi speciali (come un lanciamissili, un lanciafiamme, un laser, una mitragliatrice a canne rotanti ed un'arma che aggancia il bersaglio e spara anche in modo curvo per colpire nemici riparati o in movimento). Quasi tutte le armi possiedono due modalità di fuoco ed hanno munizioni dedicate.
Il giocatore impersona un agente corporativo del futuro, dotato di un chip impiantato nel cervello (chiamato Dart6) il quale gli offre alcune capacità particolari (chiamate app), oltre alla connessione diretta con la Rete. Esistono tre abilità speciali che il personaggio può usare sui nemici. Queste si ricaricano tramite le uccisioni degli avversari. Le tre abilità sono:
- Suicidio: il nemico si fa esplodere da solo uccidendo se stesso e chi gli sta intorno;
- Contraccolpo: alle armi dei nemici su cui è applicato viene provocato un malfunzionamento, che li rende temporaneamente incapaci di colpire e allo stesso tempo più vulnerabili;
- Persuasione: il nemico viene costretto ad attaccare i suoi alleati per un breve periodo, se gli alleati muoiono si suicida, se ne rimangono dopo un certo tempo e non viene ucciso ritorna in sé.

Oltre a queste abilità il personaggio può interagire a distanza tramite il suo chip con determinati oggetti: può ad esempio disabilitare le granate che gli vengono lanciate, violare una porta o un ascensore, disabilitare lo scudo di droni da combattimento o quello dei nemici corazzati.
Un'altra caratteristica del titolo è la modalità sovraimpressione DART, la quale, una volta attivata, consente di rallentare il tempo e vedere i nemici in modo evidenziato e attraverso le pareti. Questa modalità ha una durata temporanea, si ricarica automaticamente ed allunga la sua durata se mentre è attiva vengono compiute uccisioni.
Ulteriore peculiarità del titolo è la presenza di potenziamenti selezionabili, 18 nella campagna singola e 25 in quella multigiocatore, attivabili dopo determinate circostanze previste nel gioco nella campagna singola e dopo ogni missione nella modalità multigiocatore relative al punteggio compiuto. Questa è l'unica caratteristica atipica per un FPS, normale invece per un gioco di ruolo.
La campagna singola è divisa in 20 livelli distinti di cui alcuni continuativi per quanto riguarda l'ambiente, possiede tre livelli di difficoltà ed una volta completata permette di essere rigiocata partendo da un qualunque livello.
La modalità multigiocare è solo cooperativa, accetta fino a 4 giocatori ed è allacciata alla trama della campagna singola.

## Accoglienza
Il sito web statunitense IGN ha assegnato al gioco il punteggio di 7,5/10, elogiando la campagna cooperativa e le meccaniche di violazione (che ha considerato veloci ed originali), ma criticando la campagna singola per l'accostamento di interessanti scenari e generici e ripetitivi combattimenti con i boss.
Il sito web statunitense Giant Bomb ha valutato Syndicate con 5/5 stelle ed ha elogiato l'armamento e l'ambiente, come anche la modalità cooperativa.
Il sito statunitense GameTrailers ha dato al prodotto un punteggio di 8,2/10, citando il gameplay divertente ed innovativo, ma reagendo negativamente per la prevedibile conclusione della campagna a giocatore singolo, a cui si giunge dopo 6 ore di gioco.
Il sito italiano Multiplayer.it ha assegnato al titolo una valutazione di 8,4/10, elogiando la grafica, l'originale interfaccia di gioco, la divertente campagna cooperativa e la libertà tattica complessiva, ma criticando la fluidà d'azione che in alcuni viene meno ed il totale distacco con l'originale Syndicate.
La versione italiana del sito web Eurogamer ha assegnato al titolo il punteggio di 8/10, dando queste conclusioni: «Syndicate non è il miglior sparatutto in circolazione su console, ma probabilmente è uno dei più coinvolgenti dal punto di vista visivo ed emozionale. Con qualche attenzione in più in alcuni dettagli avrebbe anche potuto diventare un "instant classic", ma anche così rappresenta un eccellente punto di partenza per un franchise che merita di essere scoperto anche dai giocatori più giovani.»
Molti giocatori hanno criticato gli effetti di luce (light bloom) usati nel gioco, che provocano un bagliore irreale tale da oscurare anche completamente la vista del giocatore durante il gioco.